# Стерикас Кулис
Стерьос (Стерикас) Кулис (на гръцки: Στέργιος, Στερίκας Κούλης) е гръцки художник.

## Биография
Стерикас Кулис е роден в 1925 година в Корча, Албания. Като малък се мести да живее в Лерин (Флорина), Гърция. Той е самоук, без университетско образование. Художникът е повлиян от импресионистите и впоследствие от движението фовизъм. От 1980 година неговата визуална продукция се съсредоточава върху социалното съзнание и движенията за мир. Умира през юни 1995 година. Студиото му функционира като музей.
В Лерин пред къщата му е издигнат бюст на Стерикас Кулис, дело на скулптора Николаос Догулис.